# Poka (Kastre)
Poka (Duits: Heidohof) is een plaats in de Estlandse gemeente Kastre, provincie Tartumaa. De plaats heeft de status van dorp (Estisch: küla) en telt 81 inwoners (2021).
De plaats viel tot in oktober 2017 onder de gemeente Mäksa. In die maand ging Mäksa op in de fusiegemeente Kastre.
De plaats ligt aan het meer Poka järv (3,9 ha) en het wat zuidelijker gelegen Lavatsi järv (5,8 ha). Een deel van het Lavatsi järv is onder de naam Lavatsi järve hoiuala een beschermd natuurgebied.

## Geschiedenis
Poka werd voor het eerst genoemd in 1550 als landgoed met als eigenaar Paul Bucken. Het landgoed heette Heidohof, maar werd ook wel Buckenhof genoemd naar de eigenaar. Van Buckenhof is de Estische naam Poka afgeleid. Twee andere namen, die minder vaak opduiken, zijn Nachtel en Hortmanshof. De meest gebruikte naam Heidohof is afgeleid van een dorp Häido of Heido op het landgoed, voor het eerst genoemd in 1582 en afgebroken in 1860.
Na de familie Bucken was het landgoed achtereenvolgens in handen van de families Strahlborn, von Bellingshausen, von Loewenstern en von Liphard.
In 1850 kocht Otto Reinhold von Essen (1798–1863) het landgoed, tegelijk met de landgoederen van Kastre en Mäksa. Alle drie de landgoederen bleven tot de onteigening door het onafhankelijk geworden Estland in handen van de familie von Essen. In 1926 werd Poka als laatste van de drie onteigend. De laatste eigenaar was Alexander Jakob Otto von Essen (1878-1939).
Het landhuis van Poka is verloren gegaan, wel is een bijgebouw van één woonlaag bewaard gebleven. Het diende na 1919 als kantoorpand voor ambtenaren. Tijdens de Sovjetbezetting was hier het kantoor van de kolchoz Viktor Kingissepp (Estisch: Viktor Kingissepa nimeline kolhoos) gevestigd. Sinds 1992 dient het weer als kantoorpand van de gemeente.
Het dorp Poka ontstond in de jaren twintig van de 20e eeuw op het vroegere landgoed van Poka. In 1977 kreeg het officieel de status van dorp en werden het buurdorp Sulbinuka en een deel van Kulbi bij Poka gevoegd (het andere deel van Kulbi ging naar Mäletjärve).

## Foto's

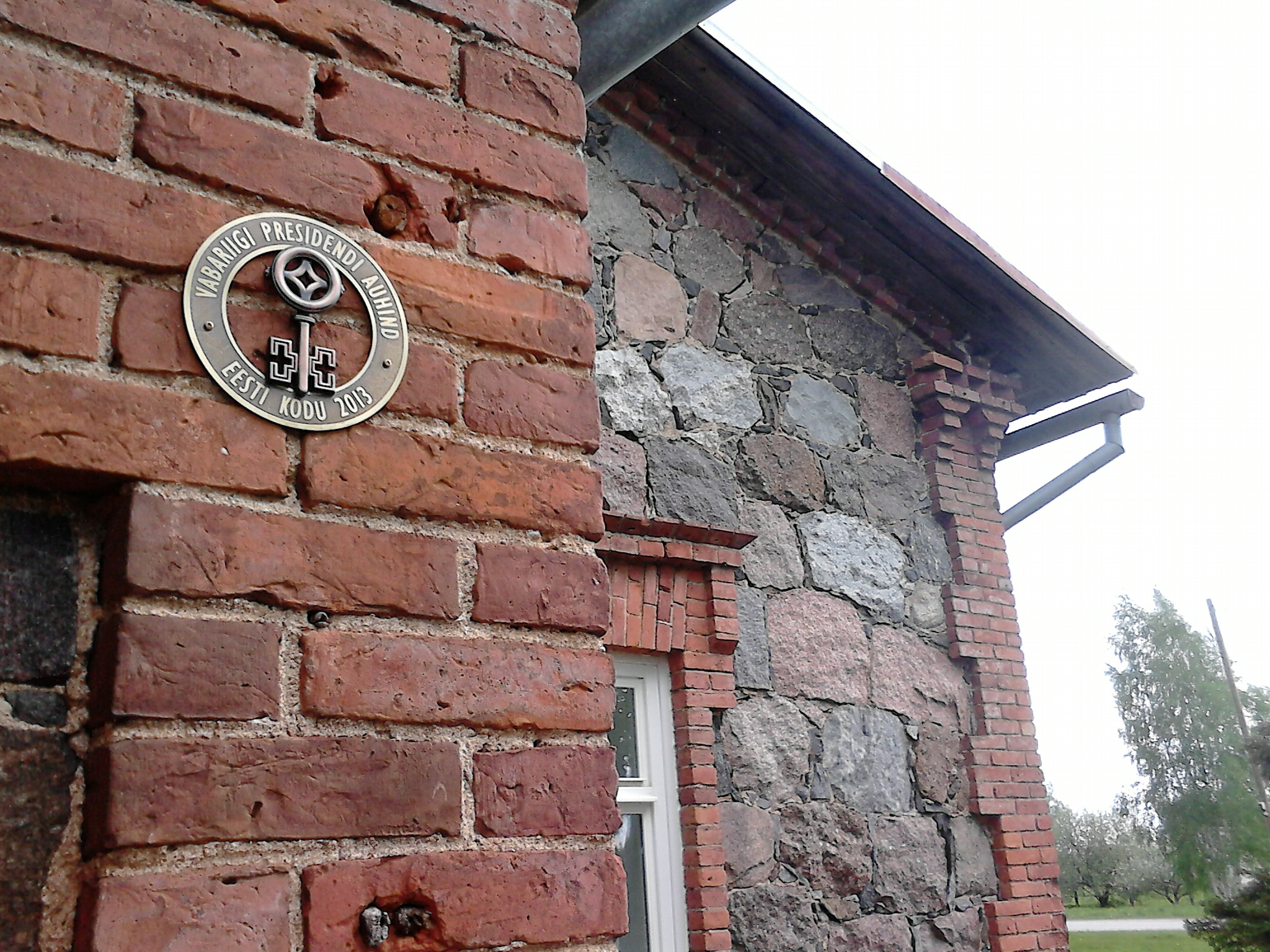
Voormalig bijgebouw van het landhuis, nu kantoorpand
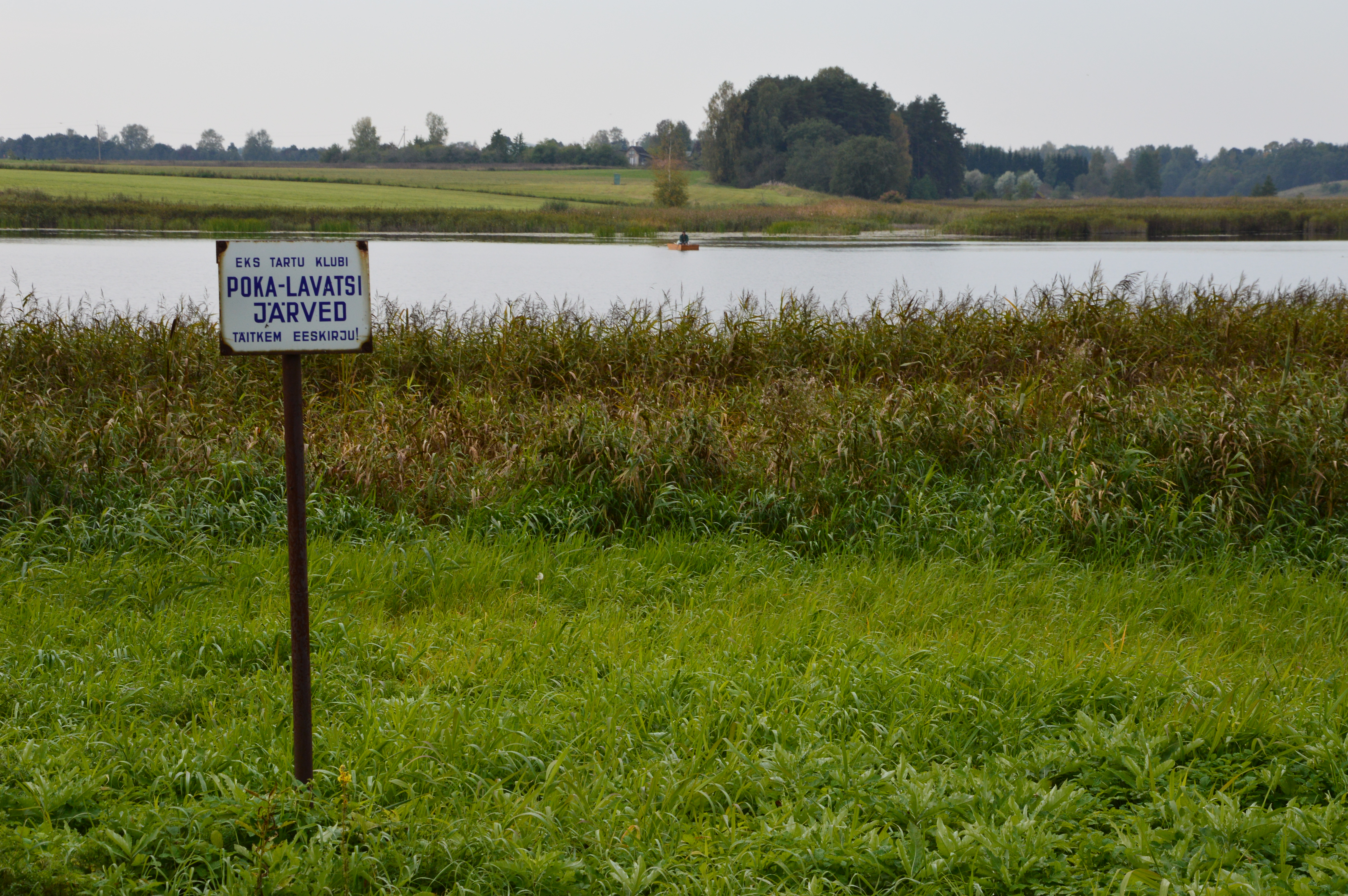
Het Poka järv
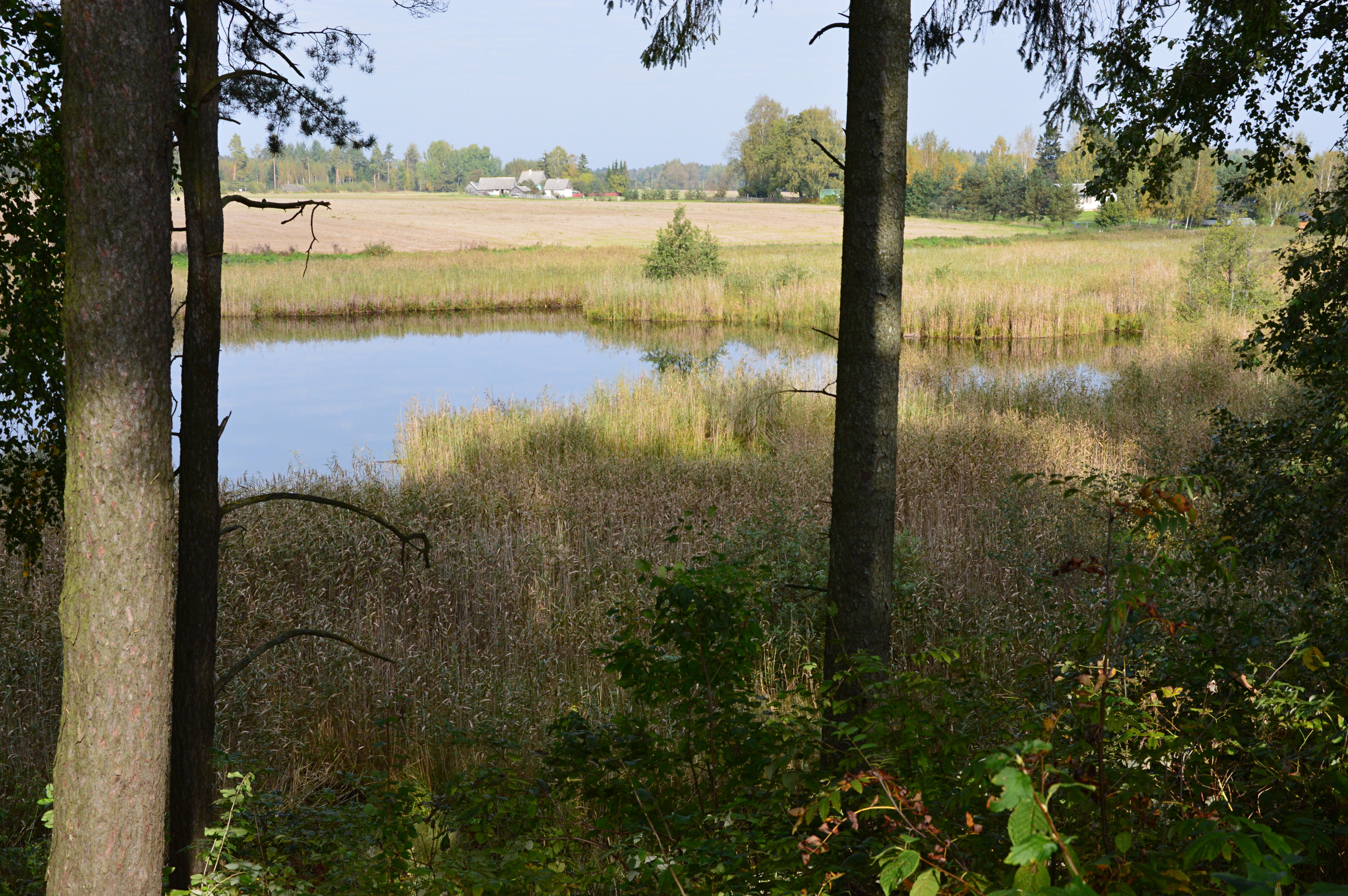
In het natuurgebied Lavatsi järve hoiuala